# Monetarno-kreditni sistem
Monetarno-kreditni sistem je skup načela, mera, propisa, instrumenata i institucija kojima se kreira i povlači novac, odnosno krediti, i regulišu monetarno-kreditni tokovi u nacionalnoj privredi.
Monetarno-kreditna politika predstavlja skup pravila, propisa, mera i instrumenata kojima se, u monetarno-kreditnoj sferi nacionalne privrede, regulišu nivoi, struktura novčane mase, cirkulacija novca u prometnim kanalima reprodukcije, nivoi, struktura kreditnih plasmana, likvidnost ekonomskih subjekata i privrede, dužničko-poverilački odnosi ekonomskih transaktora i dr.
Monetarni sistem može se definistati kao skup institucionalnih i organizaocionih pravila koja određuju tokove, instrumente i institucije, pre svega:
- šta od finansijskih instrumenata koji se mogu koristiti kao prometno i platežno sredstvo treba smatrati novcem.
- ulogu privrednih subjekata, njihovu nadležnost u odlučivanju o pitanjima privređivanja u vezi sa novcem i motive njihovog ponašanja.
- mehanizam regulisanja emisije, cirkulacije i povlacenja novca.
- okvire korišćenja monetarne politike kao načina usmeravanja privrednih tokova i
- ulogu tržišnog mehanizma u monetarnoj oblasti.

Monetarna politika predstavlja oblik konkretnog monetarnog usmerenja privrednih tokova posredstvom odgovarajućih instrumenata monetarnog sektora. U savremenim uslovima monetarna politika je jedan od osnovnih načina usmeravnja priovrenih procesa. Njen glavni zadatak jeste snabdevanje ukupnog privrednog sistema novcem u meri potrebnoj za nesmetano obavljanje placanja tzv. potrebnom količinom novca. Time se obezbeđuje nesmetano kruženo kretanje kapitala i normalno odvijanje realnih tokova reprodukcije.

## Istorija
Formiranje monetarnog sistema datira od 16.–17. veka, ali su se neki njegovi elementi pojavili ranije. Naknadno, razvojem robno-novčanih odnosa, monetarni sistem se značajno promenio. U ranoj fazi razvoja tržišnog sistema, bimetalizam je dominirao u većini zemalja sveta. Usled tržišnih kolebanja cena plemenitih metala, posebno zbog jeftinije proizvodnje srebra krajem 19. veka, srebrni novčići su počeli da istiskuju zlatnike (Grešamov zakon: „Najgori novac tera najbolji novac iz opticaja ”). 1865. Francuska, Belgija, Švajcarska i Italija su stvorile Latinsku monetarnu uniju; ovim sporazumom je utvrđen odnos između zlatnog i srebrnog novca (1:15,5). Latinska monetarna unija bila je prvi pokušaj međudržavnog regulisanja monetarnog sistema. Кasnije, da bi se obezbedio stabilan novac, bimetalizam je zamenjen monometalizmom.
Posle Prvog svetskog rata, umesto zlatnog monometalizma, uspostavljene su zlatne poluge i zlatne valute (gold coin) vrste monometalizma. Prema standardu zlatnih poluga, novčanice i drugi novac se menjaju samo za poluge težine 12,5 kg; po sistemu razmene zlata počela je da se vrši razmena novčanica i drugog novca za valute zemalja u kojima je bila dozvoljena razmena za zlatne poluge. Posle 1929-1933 Svi oblici zlatnog monometalizma su eliminisani. Posle Drugog svetskog rata, na konferenciji u Breton Vudsu (SAD) 1944. godine, formalizovan je tzv. Bretonvudski monetarni sistem koji karakterišu sledeće karakteristike: zlato se istiskuje iz slobodnog prometa i deluje samo kao sredstvo konačnog poravnanje između zemalja; Uz zlato, dolar (SAD) i funta sterlinga (Velika Britanija) su međunarodna sredstva i rezervne valute; Za zlato se menjaju samo rezervne valute prema utvrđenom odnosu, kao i na slobodnim tržištima zlata; međudržavno regulisanje valutnih odnosa sprovodi MMF (Međunarodni monetarni fond). Monetarni sistem Breton Vudsa je bio sistem međunarodnog monometalizma razmene zlata zasnovanog na dolaru.
70-ih godina 20. veka Zbog pada zlatnih rezervi u Sjedinjenim Državama, ovaj sistem je propao. Godine 1976. monetarni sistem Breton Vudsa zamenjen je monetarnim sistemom Jamajke, formalizovanim Sporazumom zemalja članica MMF-a (ostrvo Jamajka) 1976. godine i ratifikovanim od strane zemalja članica MMF-a 1978. godine.
Pod Jamajčanskim monetarnim sistemom, posebna prava vučenja (SDR) su proglašena svetskim novcem i postala međunarodna valuta. Istovremeno, dolar je zadržao značajno mesto u međunarodnim plaćanjima i deviznim rezervama drugih zemalja. Osim toga, pravno je završena demonetizacija zlata, odnosno gubitak monetarnih funkcija zlatom. Istovremeno, zlato ostaje državna rezerva, potrebno je kupovati valute drugih zemalja.
Trenutno ne postoji promet metala ni u jednoj zemlji; Glavne vrste novčanica su kreditne novčanice (novčanice), državni novac (trezorske novčanice) i sitniš.
1. ↑  „Money - Currency, Exchange, Banks | Britannica Money”. www.britannica.com (на језику: енглески). Приступљено 2024-01-06.